# 冷战 (1962年—1979年)

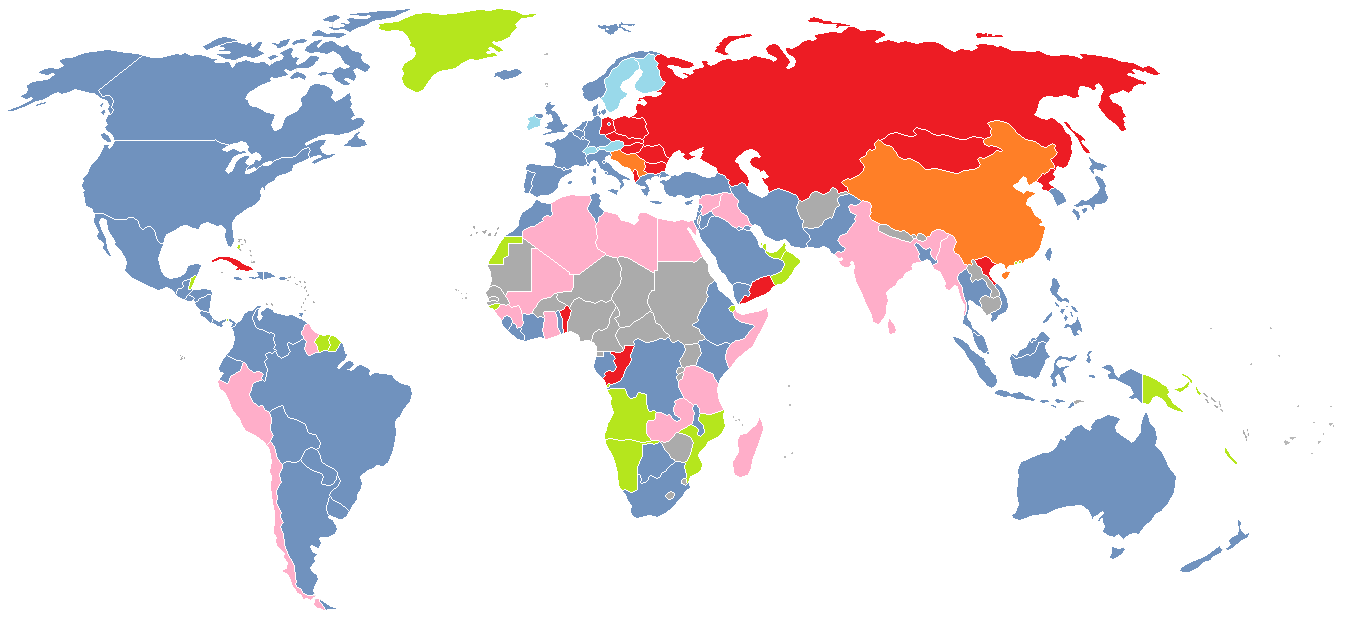
1970年冷战局势及联盟地图

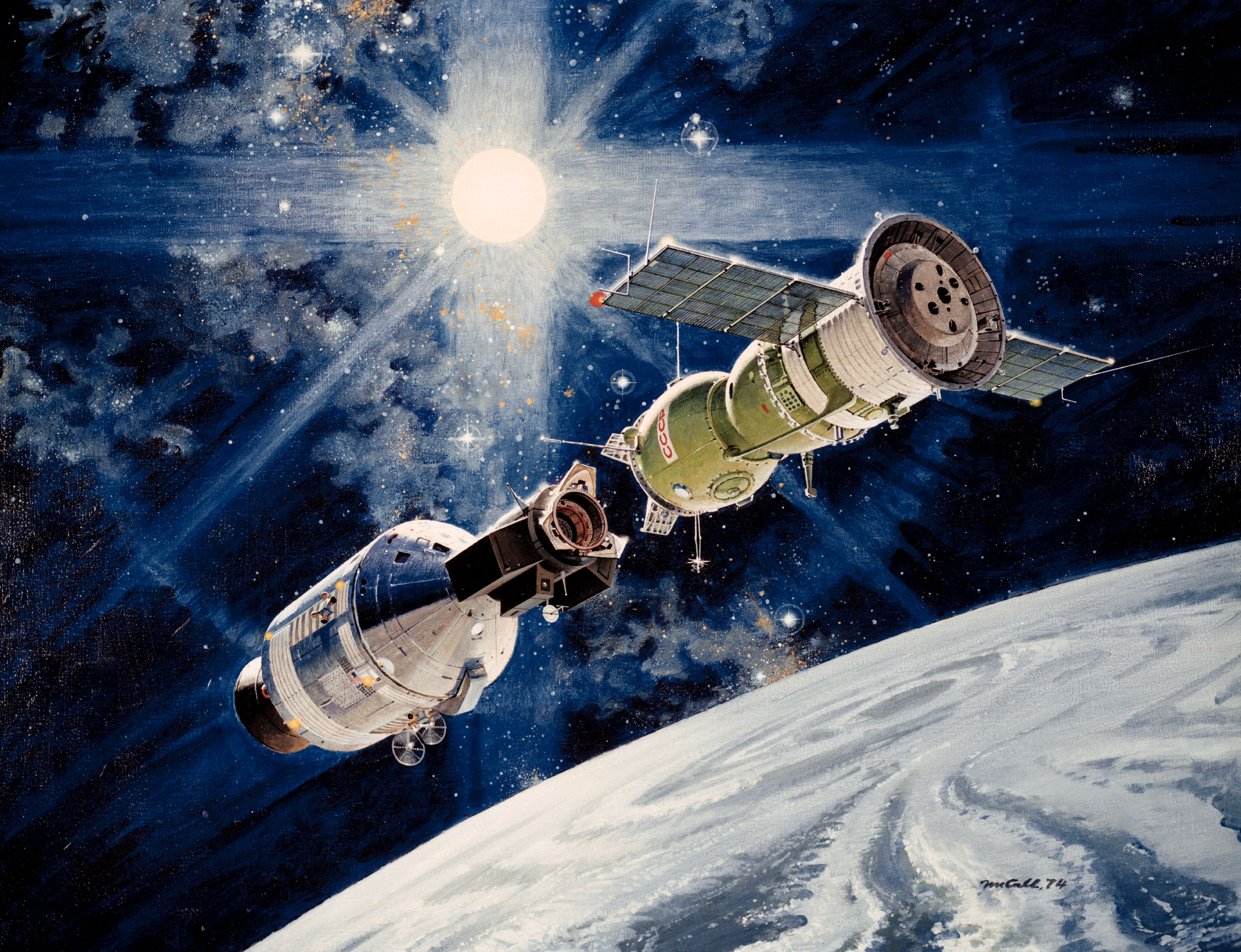
1975年的阿波罗与联盟号太空交会，是缓和时期美国和苏联合作的尝试之一。

1962年-1979年的冷战是指1962年古巴导弹危机到20世纪70年代末缓和政策的结束。
在此期间，尽管美国发生了约翰·肯尼迪遇刺案、民权运动以及對美國介入越南戰爭的反對運動，美国仍然保持了与苏联的接触。
1968年，东方阵营成员国捷克斯洛伐克试图发起改革，称为布拉格之春，随后被苏联为首的华约入侵，捷克斯洛伐克重新成为苏联卫星国。1973年，美国退出了越南战争。虽然共产党在一些东南亚国家获得了权力，但他们被中苏交恶所影响，在美国总统理查德·尼克松访华后，中国开始向西方阵营靠拢。在20世纪60年代和70年代，第三世界国家开始与苏联（如利比亚、伊拉克、叙利亚、埃及和南也门）、美国合作（如沙特阿拉伯）或者加入不结盟运动。

## 1960年代和1970年代的第三世界和不结盟运动

### 去殖民化
冷战的政治局势受到非洲、亚洲非殖民化的影响，在一定程度上也受到拉丁美洲非殖民化的影响。新兴第三世界国家的经济需要使它们容易受到外国影响和压力。这个时代的特点是反殖民民族解放运动的蓬勃发展，其主要由苏联和中华人民共和国支持。苏联领导层对刚刚起步的前殖民地事务非常感兴趣，因为他们希望在那里培养社会主义国家，使他们的经济和战略资源无法流向西方。中华人民共和国则渴望建立自己的全球势力圈，并试图在非殖民化运动中发挥领导作用，加强其作为一个非白人、非欧洲农业国家的形象，因这个国家也曾遭受西方帝国主义的蹂躏。两国都将全球非殖民化作为改变世界对西欧和美国的平衡的机会，并声称殖民地人民的政治和经济问题使他们自然倾向于社会主义。
西方对与共产主义集团就殖民地问题进行常规战争的恐惧很快转变为对共产主义颠覆和代理人渗透的恐惧。在许多殖民地，被殖民的原住居民和殖民者之间的巨大财富差距为许多反殖民政党采用社会主义意识形态提供了肥沃的土壤。这为西方的宣传提供了弹药，这些宣传谴责许多反殖民运动是共产主义的代理人。
随着非殖民化压力的增加，即将离开的殖民政权试图将权力移交给温和派和稳定的地方政府，这些地方政府承诺继续与西方保持经济和政治联系。然而政治过渡并不总是和平的，例如以英语为母语的南喀麦隆爆发了暴力事件，原因是在与脱离法国独立的持法语的喀麦隆中央政府矛盾重重。刚果危机是随着比屬剛果的解体而爆发的，当时刚果新军对其比利时军官发动兵变，导致欧洲人口外流，并使该领土陷入了一场内战，这场内战在整个1960年代中期席卷全国。葡萄牙试图积极抵制非殖民化，并被迫在其所有非洲殖民地与民族主义叛乱作斗争，直到1975年。罗得西亚存在大量白人住民的存在使那里的非殖民化努力复杂化，而前者实际上在1965年发布了一项单方面的独立宣言，以阻止其被属于多数人的非洲黑人统治。尽管受到联合国的禁运和与两个敌对游击队派系（分别由苏联和中国支持）的毁灭性内战的影响，脱离的白人政府在罗得西亚一直保持权力直到1979年。

### 第三世界联盟
一部分发展中国家制定了一项战略，将冷战转变为他们所谓的“创造性对抗”——在保持不结盟状态的同时，让冷战参与者发挥自身优势。不结盟的外交政策将冷战视为国际事务中一个悲剧性和令人沮丧的因素，其阻碍了巩固新兴国家及其结束经济落后、贫困和疾病的努力的首要任务。不结盟运动认为，与第一世界和第二世界国家和平共处是可取的，也是可能的。印度的贾瓦哈拉尔·尼赫鲁将中立主义视为在不结盟国家中打造“第三股力量”的手段，就像法国的戴高乐在20世纪60年代试图在欧洲所做的那样。埃及领导人贾迈勒·阿卜杜-纳赛尔为追求自己的目标而在集团之间进行的策略就是一个例子。
第一次这样的努力是1947年在新德里举行的亚洲关系会议，承诺支持所有反对殖民统治的民族运动，并探讨亚洲人民的基本问题。也许最著名的第三世界秘密会议是1955年的非洲和亚洲国家万隆会议，讨论共同利益和战略，最终导致1961年成立了不结盟运动。代表世界一半以上人口的29个国家出席了会议。与新德里一样，反帝、经济发展和文化合作是主要议题。第三世界大力推动在国际组织特别是联合国中获得发言权，并承认其新的主权地位。这些新国家的代表对轻视和歧视也极为敏感，特别是基于种族的歧视。在所有第三世界国家，生活水平都低得可怜。一些国家，如印度、尼日利亚和印度尼西亚，正在成为地区大国，而大多数国家又太小又太穷，无法获得这一地位。
联合国大会最初有51个成员，到1970年已增至126个。曾经占主导地位的西方成员国在所有成员国的比率已经下降到40%，而此时亚非国家开始掌握权力平衡。随着前殖民地赢得独立，联合国大会的队伍迅速壮大，从而形成了一个由拉丁美洲成员组成的庞大的投票集团。共产党人强化的反帝情绪常常转化为反西方立场，但不结盟国家的主要议程是确保通过社会和经济援助措施。然而，超级大国拒绝为这些项目提供资金往往会削弱不结盟联盟的效力。万隆会议象征着继续努力建立旨在第三世界国家之间建立统一政策和经济合作的区域组织。非洲统一组织（非统组织）于1963年在埃塞俄比亚亚的斯亚贝巴成立，因为非洲领导人认为不团结是超级大国的责任。非统组织的宗旨——
|  | 促进非洲国家的团结与协作；协调和加强合作与努力，以改善非洲人民的生活；捍卫主权；在非洲根除一切形式的殖民主义并促进国际合作。 |

非统组织要求其30个成员国中的每一个都采取不结盟政策，并产生了几个概念上类似于欧洲共同市场的次区域经济集团。非统组织还奉行与其他第三世界区域联盟，特别是与阿拉伯国家进行政治合作的政策。
不结盟国家所表达的沮丧情绪大多源于富国和穷国之间极不平等的关系。在关键资源和地方经济被西方跨国公司开采的情况下，这种不满情绪最为强烈，对世界事件产生了重大影响。1960年石油输出国组织（欧佩克）的成立反映了这些关切。欧佩克制定了一项反介止战略，希望借此使严重依赖石油进口的工业经济体容易受到第三世界的压力。最初，该战略取得了巨大成功。美国及其盟国不断减少的对外援助，加上西方亲以色列的政策，激怒了欧佩克的阿拉伯国家。1973年，该集团将原油价格提高了四倍。能源成本的突然上升加剧了西方的通货膨胀和衰退，并突出了世界各国的相互依存关系。第二年，联合国不结盟集团通过了一项决议，要求建立一个新的国际经济秩序，在这个秩序中，资源、贸易和市场将得到公平分配。
不结盟国家还建立了其他形式的经济合作，作为对抗超级大国的杠杆。欧佩克、非统组织和阿拉伯国家联盟的成员国相互重叠，20世纪70年代，阿拉伯人开始向非洲国家提供巨额财政援助，以减少非洲对美国和苏联的经济依赖。然而，阿拉伯联盟已经被纳赛尔的埃及和阿萨德的叙利亚等独裁亲苏国家与沙特阿拉伯和阿曼等贵族君主（通常亲西方）政权之间的分歧所撕裂。虽然非统组织在非洲合作方面取得了一些进展，但其成员国一般主要关心的是追求自己的国家利益，而不是非洲大陆层面的利益。1977年在开罗举行的非洲-阿拉伯首脑会议上，石油生产商承诺向非洲提供15亿美元的援助。此后一段时间欧佩克内部的分歧使得协调行动更加困难。然而，1973年的世界石油危机提供了引人注目的证据，证明了资源供应商在应对更发达国家方面的潜在能力。

### 冲突继续
在林登·约翰逊执政时期，美国对拉丁美洲采取了更强硬的立场，被称为“曼恩主义”。1964年，巴西军方在美国的支持下推翻了若昂·古拉特政府。1965年4月，美国向多米尼加共和国派遣了22000名士兵，以干预被罢免总统胡安·博什和埃利亚斯·韦辛将军之间的多米尼加内战，理由是拉丁美洲出现古巴式革命的威胁。美洲国家组织部署了以巴西为主的美洲和平部队。

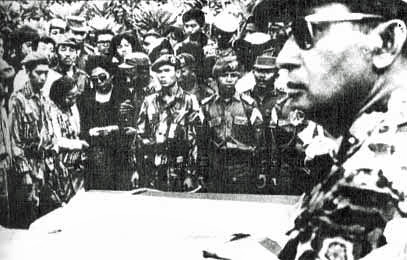
1965年10月2日，苏哈托出席九三〇事件中遇害的五名将军的葬礼

在印度尼西亚，反共将军苏哈托从苏加诺手中夺取了控制权。从1965年到1966年，在美国和其它西方国家的帮助下，印度尼西亚军方领导了对印尼共产党和其它左翼组织50多万名成员和同情者的大规模屠杀，并将数十万人关押在集中营中。中央情报局的一份绝密报告称，大屠杀“与20世纪30年代的苏联大清洗、第二次世界大战期间的纳粹大屠杀和20世纪50年代中国共产党政治运动中的屠杀一样，是20世纪最严重的大规模谋杀之一。”随着东南亚权力平衡的转变，它变成了冷战的一个重大转折点。
美国扩大了对越南战争的干预，并在东南亚部署了57.5万军队，虽然击败了越南南方民族解放陣線及其北越盟友，但代价高昂的政策削弱了美国经济，引发了国内反战抗议，导致美国于1972年从越南撤军。1975年，在没有美国支持的情况下，南越被北越统一；当世界看到一个超级大国被最贫穷的国家之一击败时，美国的声誉和地位受到了损害。

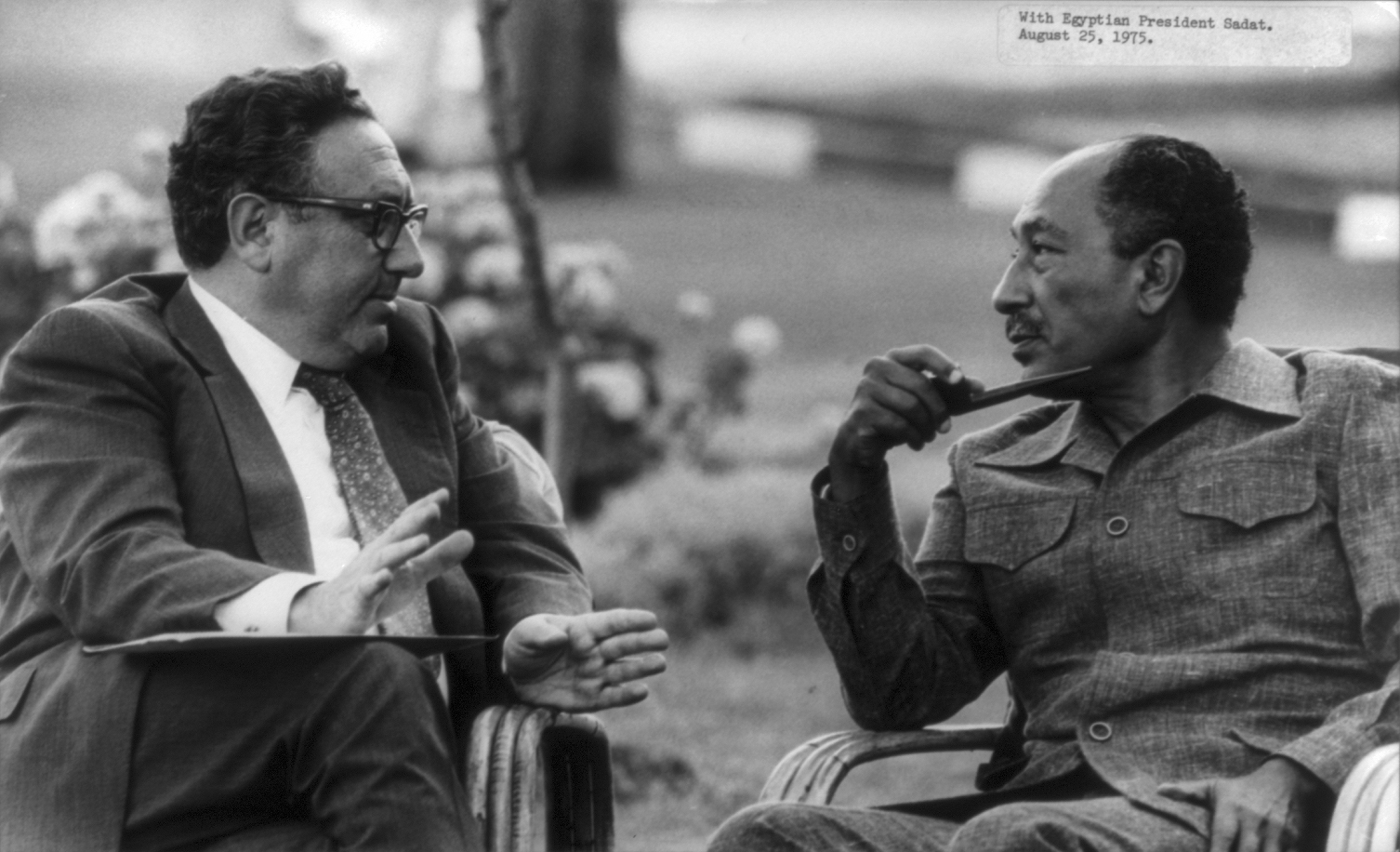
1975年，埃及领导人安瓦尔·萨达特与亨利·基辛格

中东仍然是冷战的焦点。埃及从苏联获得了军事和经济援助，但苏联不愿意在1967年的六日战争中提供援助。尽管1972年埃及开始从亲苏转向亲美，但在赎罪日战争期间，苏联支持埃及和叙利亚，就像美国支持以色列一样。在萨达特之前，埃及是苏联在中东援助的最大受援国，但苏联成功与南也门以及阿尔及利亚和伊拉克建立了密切关系。1972年，伊拉克与苏联签署了一项为期15年的友好合作条约。根据查尔斯·R·H·特里普的说法，该条约颠覆了“美国建立的中东联盟体系。伊拉克的任何敌人似乎都是美国的潜在盟友。”作为回应，美国在第二次伊拉克-库尔德战争期间秘密支持库尔德组织；1975年，库尔德人被击败，数十万库尔德平民被迫迁移。苏联在以巴冲突中支持亚西尔·阿拉法特领导的巴勒斯坦解放组织（PLO）。
在东非，索马里和埃塞俄比亚之间由于欧加登的领土争端爆发了欧加登战争。1977年6月，索马里军队占领了欧加登，并开始向内陆推进，进攻埃塞俄比亚艾哈马尔山脉。这两个国家都是苏联的附庸国；索马里由马克思主义军事领导人西亚德·巴雷领导，埃塞俄比亚由亲苏联的门格斯图·海尔·马里亚姆将军领导，后者于1975年宣布成立社会主义埃塞俄比亚临时军事政府。苏联最初试图调和两国的矛盾，但1977年11月，巴雷与苏联断交，并驱逐了的苏联军事顾问。他向中国和狩猎俱乐部寻求支持，狩猎俱乐部是一个由包括伊朗、埃及、沙特阿拉伯在内的亲美情报机构组成的团体。虽然苏联拒绝直接参与敌对行动，但为埃塞俄比亚发动反攻，将索马里驱逐出欧加登提供了支持。反攻是由苏联军事顾问策划的，并得到了苏联的军事和经济支持。

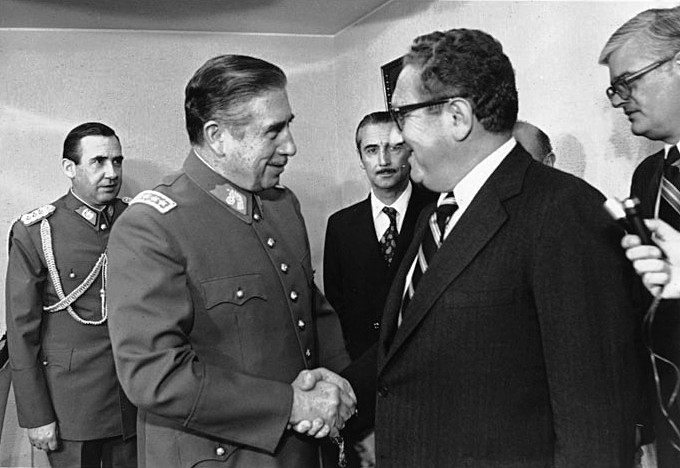
1976年，智利领导人奥古斯托·皮诺切特与亨利·基辛格握手

在智利，智利社会党候选人萨尔瓦多·阿连德赢得了1970年智利總統選舉，从而成为第一位由民主选举产生的马克思主义者，并成为美洲国家的总统。中央情报局将阿连德作为清除目标，支持奥古斯托·皮诺切特将军发动1973年智利政变。皮诺切特作为军事独裁者巩固了权力，阿连德的经济改革被推翻，左翼反对者被杀害或关押在智利國家情報總局（DINA）的拘留营中。除中国和罗马尼亚外，社会主义国家与智利断绝了外交关系。皮诺切特政权将继续成为秃鹰行动的主要参与者之一，秃鹰行动是南美洲右翼军事独裁政权组织的一场国际暗杀和国家恐怖主义运动，得到了美国政府的秘密支持。

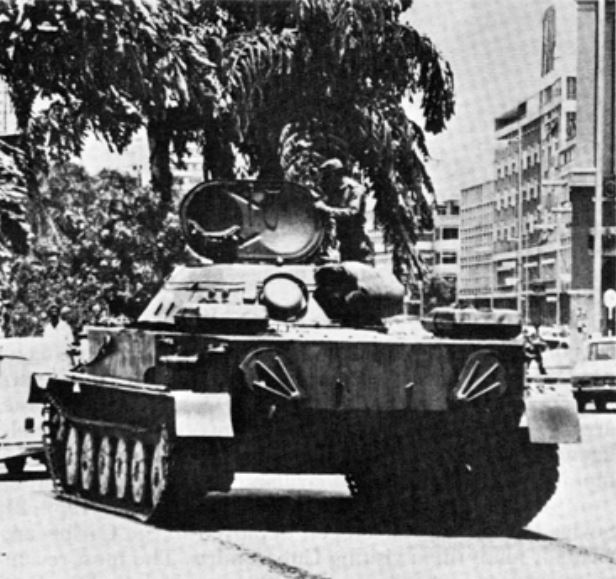
1976年，安哥首都拉罗安达街头的古巴坦克

1974年4月24日，康乃馨革命成功推翻馬爾塞洛·卡丹奴和葡萄牙右翼政府，瓦解了葡萄牙殖民体系。包括安哥拉在内的几个葡萄牙殖民地迅速取得独立。独立后安哥拉爆发了内战，有三个敌对的武装派别在争夺权力：安哥拉人民解放运动（MPLA）、争取安哥拉彻底独立全国联盟（UNITA）和安哥拉民族解放阵线（FNLA）。虽然这三个政党都有社会主义倾向，但安哥拉人民解放运动是唯一一个与苏联关系密切的政党。它坚持苏联一党制国家的概念，使其与民族解放阵线和安盟疏远，后者开始将自己描绘成反共和亲西方。当苏联开始向安哥拉人民解放运动提供支持时，美国中央情报局和中国向民族解放阵线和安盟提供了大量秘密援助。安哥拉人民解放运动最终要求苏联派出军队提供直接军事支持，但被苏联拒绝，只派遣军事顾问。古巴更为积极主动，开始在安哥拉集结军队以协助安哥拉人民解放运动。到1975年11月，安哥拉共有1000多名古巴士兵。古巴和苏联的支持使安哥拉人民解放运动取得了内战胜利，并挫败了扎伊尔和南非的军事干预

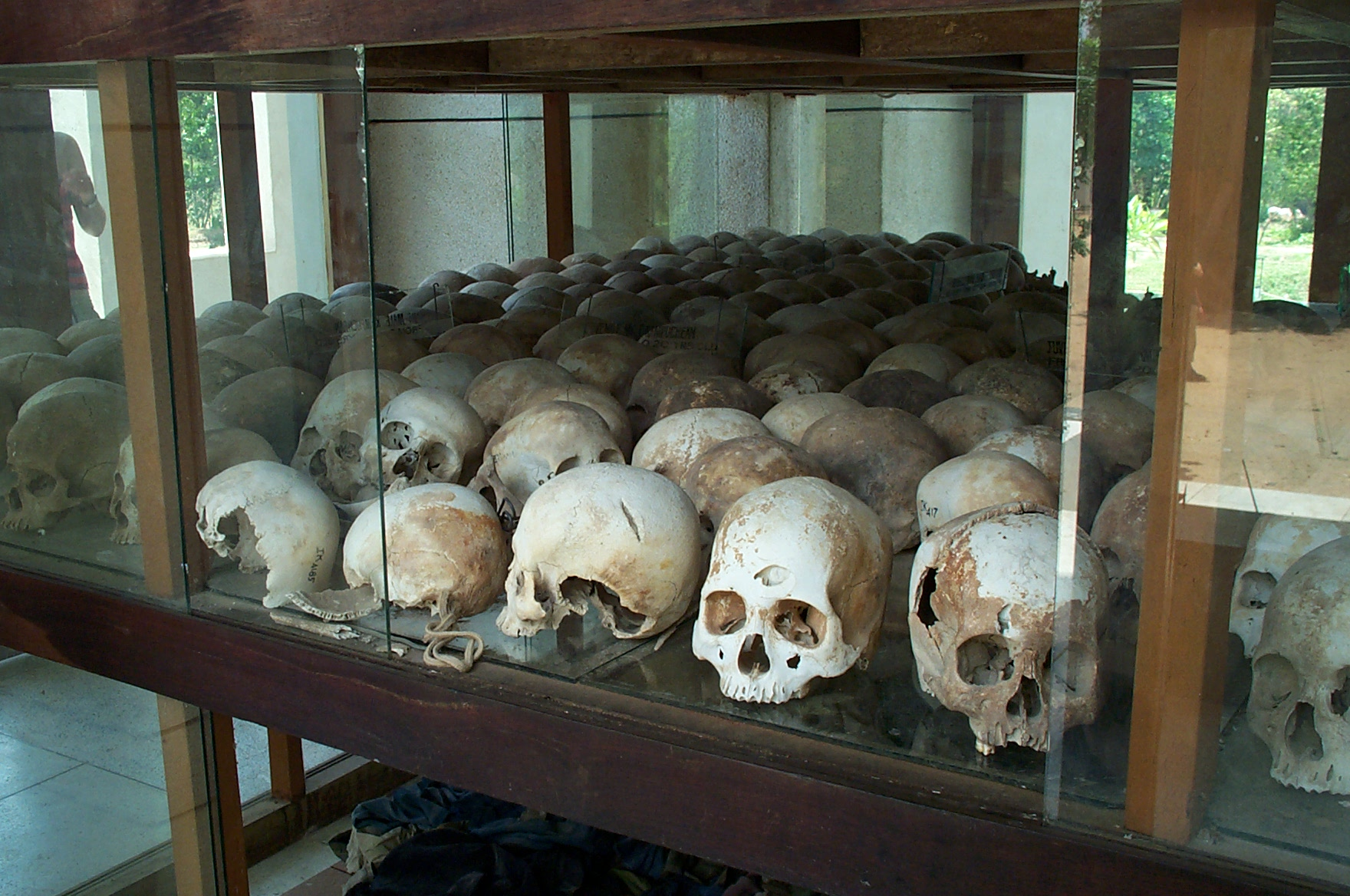
在波尔布特领导红色高棉政权期间，大屠杀造成150万至200万人死亡

在越南战争期间，北越利用柬埔寨边境地区作为军事基地，柬埔寨国家元首诺罗敦·西哈努克为了维护柬埔寨的中立而容忍了这一行为。1970年3月，亲美将军朗诺命令北越离开柬埔寨，1970年柬埔寨政變导致西哈努克下台，北越试图在与柬埔寨共产党（红色高棉）推翻柬埔寨政府的二把手农谢谈判后占领柬埔寨。西哈努克在北京成立GRUNK后逃往中国。美国和南越军队对这些行动进行了轰炸和地面入侵，战争很快席卷了整个柬埔寨。美军的地毯式轰炸一直持续到1973年，虽然阻止了红色高棉占领首都，但加速了农村社会的崩溃，加剧了社会两极分化，并造成数万人死亡。
波尔布特成功掌权后，亲中国的红色高棉杀害了150万至200万柬埔寨人，约占人口的四分之一（被称为红色高棉大屠杀）。马丁·肖将这些暴行描述为“冷战时期最严重的种族灭绝”。在柬埔寨救国民族团结阵线的支持下，越南于1978年12月22日入侵柬埔寨 越南的入侵成功推翻了波尔布特。尽管国际社会对波尔布特政权严重侵犯人权的行为表示强烈抗议，但在中国、西方国家和东南亚国家联盟的支持下，红色高棉的代表被允许参加联合国大会。柬埔寨陷入了一场由泰国边境难民营领导的游击战。红色高棉被消灭后，柬埔寨的国家重建受到阻碍，越南遭受了中国的惩罚性袭击。尽管无法阻止越南驱逐波尔布特，但中国证明了其冷战时期的共产主义对手苏联无法保护其越南盟友。美国前国务卿亨利·基辛格写道，“中国成功暴露了……苏联战略范围的局限性”，并推测“弥补其无效性”的愿望促成了一年后苏联入侵阿富汗的决定。

## 法国退出北约军事体系
北约在早期发展中就遭受了危机，在夏爾·戴高樂担任法国总统期间，他抗议美国在北约中的领导地位，以及英美特殊關係。1958年9月17日，他在给德怀特·艾森豪威尔总统和哈罗德·麦克米伦总理的一份备忘录中，主张建立一个三方理事会，使法国与美国和英国处于平等地位，并主张扩大北约的管辖范围，包括法属阿尔及利亚，法国正在镇压阿尔及利亚独立运动并寻求北约援助。戴高乐对美国和英国的回应并不满意，于是开始发展独立的法国核威慑力量。1966年，他将法国从北约军事结构中撤出，并将北约部队驱逐出法国领土。

## 芬蘭化

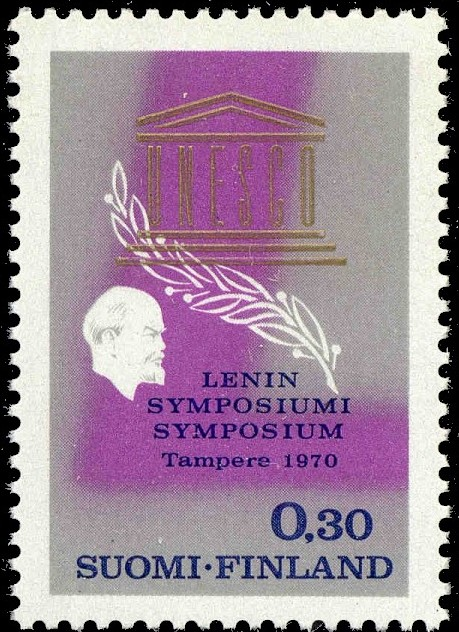
芬兰化时期的表现：1970年4月，为纪念弗拉基米尔·列宁诞辰100周年和在坦佩雷举行的列宁研讨会，发行了一枚芬兰邮票。这张邮票是芬兰发行的第一张关于外国人的邮票

芬兰政府宣称中立，但却处于东西方阵营之间的灰色地带。《青年条约》（芬兰-苏联友好、合作和互助条约）为苏联在芬兰的政治中提供了一些影响力，后来被西德媒体用作“芬兰化”一词，意思是“变得像芬兰一样”。苏联影响了芬兰的大众媒体，自我审查（包括禁止反苏书籍）和亲苏立场。大多数芬兰媒体和政治精英开始宣传和发展符合苏联认可的价值观。直到1985年米哈伊尔·戈尔巴乔夫担任苏联领导人后，芬兰的媒体才逐渐开始批评苏联。当苏联允许非共产主义政府在东欧掌权时，戈尔巴乔夫建议他们可以以芬兰为榜样。
对于西德保守派政治家，芬兰化的案例是一个警告。例如，一个大国如何在内政中指挥控制较小的邻国，邻国的独立也受到影响。在冷战期间，芬兰化不仅在西德，而且在西方也被视为一种威胁，必须被警惕。为了打击芬兰化，通过中央情报局资助的研究机构和媒体公司出版了宣传书籍和报纸文章，攻击芬兰的中立政策及其亲苏总统乌尔霍·吉科宁；也是美国和苏联在芬兰开展间谍活动的一个因素。
然而，与大多数与苏联接壤的国家不同，芬兰坚持发展资本主义。尽管作为苏联的邻国有时会导致外交政策过于谨慎，但芬兰与其它北欧国家发展了更密切的合作，并宣布自己在冷战中保持中立。

## 华约入侵捷克斯洛伐克

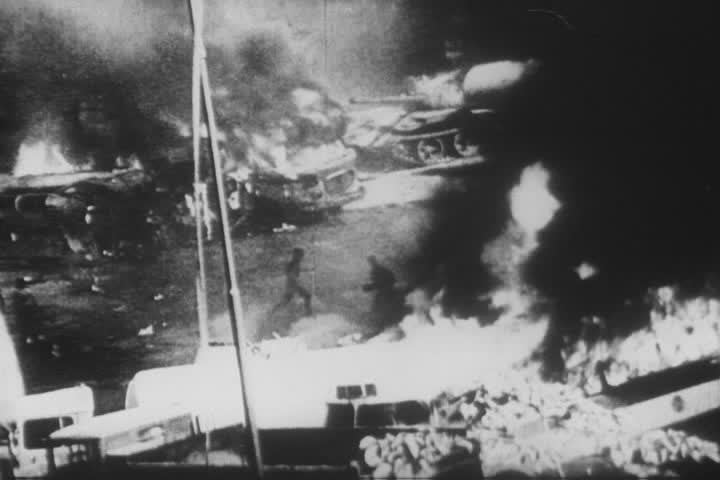
路障和起火的苏联坦克。

1968年，东方国家捷克斯洛伐克经历了一段政治自由化的时期，称为布拉格之春。这一事件是由若干事件推动的，其中包括解决1960年代早期经济衰退问题的经济改革的多项举措。4月，捷克斯洛伐克领导人亚历山大·杜布切克启动了一项自由化改革，名为“带有人性面孔的社会主义”，其中包括增加新闻自由、言论自由和行动自由，同时在经济上强调消费品、建立多党政府的可能性以及限制秘密警察的权力。东方集团内部的最初反应不一，匈牙利的卡达尔·亚诺什表示支持，而苏联领导人列昂尼德·勃列日涅夫和其他人则开始担心杜布切克的改革，他们担心这可能会削弱东方集团在冷战期间的地位。8月3日，来自苏联、东德、波兰、匈牙利、保加利亚和捷克斯洛伐克的代表在布拉迪斯拉发开会并签署了《布拉迪斯拉发宣言》，《宣言》确认了对马克思列宁主义和无产阶级国际主义的坚定不移的忠诚，并宣布了对“资产阶级”意识形态和一切“反社会主义”势力的坚决斗争。
1968年8月20日至21日晚上，来自四个华约国家——苏联、保加利亚、波兰和匈牙利——的东方集团军入侵捷克斯洛伐克。入侵行动是勃列日涅夫主义的产物，勃列日涅夫主义是一种迫使东方集团国家将国家利益置于整个集团利益之下的政策，如果一个东方集团国家有转向资本主义的倾向，苏联有权进行干预。入侵行动造成了新一波移民潮，最初估计有70000捷克人逃离，最终总数达到300000人。1969年4月，杜布切克被古斯塔夫·胡萨克取代为第一书记，开始了一段“正常化”时期。胡萨克推翻了杜布切克的改革，清除了该党的自由派成员，解除了反对者的公职，恢复了警察当局的权力，试图重新集中经济，并恢复了主流媒体和被认为“不能完全被政治信任”的人对政治评论的禁令。苏联的国际形象严重受损，特别是受到“新左派”和不结盟运动启发的西方学生运动。例如，毛泽东的中华人民共和国谴责苏联和美国都是帝国主义者。

## 勃列日涅夫主义
1968年9月，在華約入侵捷克斯洛伐克一个月后的波兰统一工人党第五次代表大会上发表演讲时，勃列日涅夫概述了勃列日涅夫主义，他在该主义中声称有权对可能发生资本主义革命的共产主义国家进行干预。勃列日涅夫在演讲中表示：
当敌视社会主义的势力试图将社会主义国家的发展转向资本主义时，这不仅是有关国家的问题，也是所有社会主义国家的共同问题和关切。
这一学说起源于共产主义革命在波兰、匈牙利和东德等国家和地区的失败，这些国家的生活水平与西欧等地区的繁荣形成鲜明对比。

## 越南战争
1965年，美国总统林登·约翰逊在多米尼加共和国驻扎了42000名士兵，以防止“另一个菲德尔·卡斯特罗”的出现。然而，1965年更值得注意的是美国对东南亚的干预。1965年，约翰逊在南越驻军22000人，以支持摇摇欲坠的反共政权。南越政府长期以来一直与美国结盟。胡志明领导下的北越得到了苏联和中国的支持。反过来，北越支持越南南方民族解放陣線，该阵线的队伍来自南越工人阶级和农民。为了遏制共产党的扩张，约翰逊在1968年将军队数量增加到57.5万人。

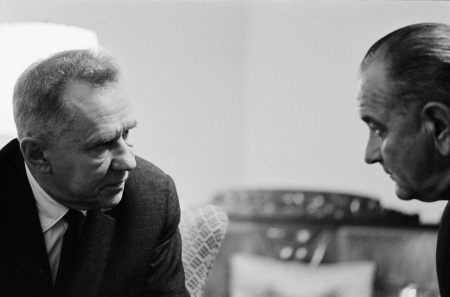
苏联总理阿列克谢·柯西金（左）与美国总统林登·约翰逊在1967年葛拉斯堡罗峰会上。

北越在1959年的战争中获得了苏联的支援；战争期间，苏联向北越派遣了15000名军事顾问，每年运送价值4.5亿美元的武器，而中国派遣了32万军队，每年运送价值1.8亿美元的武器。
虽然战争初期美国伤亡惨重，但政府向公众保证，这场战争是可以赢下的，并将在不久的将来导致美国的胜利。然而当1968年1月30日，当越共在南越发动春节攻势时，美国公众对“隧道尽头的光明”的信念破灭了。尽管这两次进攻都没有达到任何军事目标，但敌人发动这种进攻的惊人能力让美国许多人相信胜利是不可能的。
随着20世纪60年代反战文化采取了声势浩大的反战立场，以大学校园为中心的声势浩大的和平运动成为一个突出的特点。特别不受欢迎的是，政府威胁要征募年轻人到东南亚的丛林中作战。
1968年当选的美国总统理查德·尼克松开始了缓慢脱离战争的政策。目标是逐步加强南越军队，以便能够独立作战。这一政策成为所谓“尼克松主义”的基石适用于越南，该学说被称为“越南化”。越南化的目标是使南越军队能够越来越多地对抗越共和北越军队。

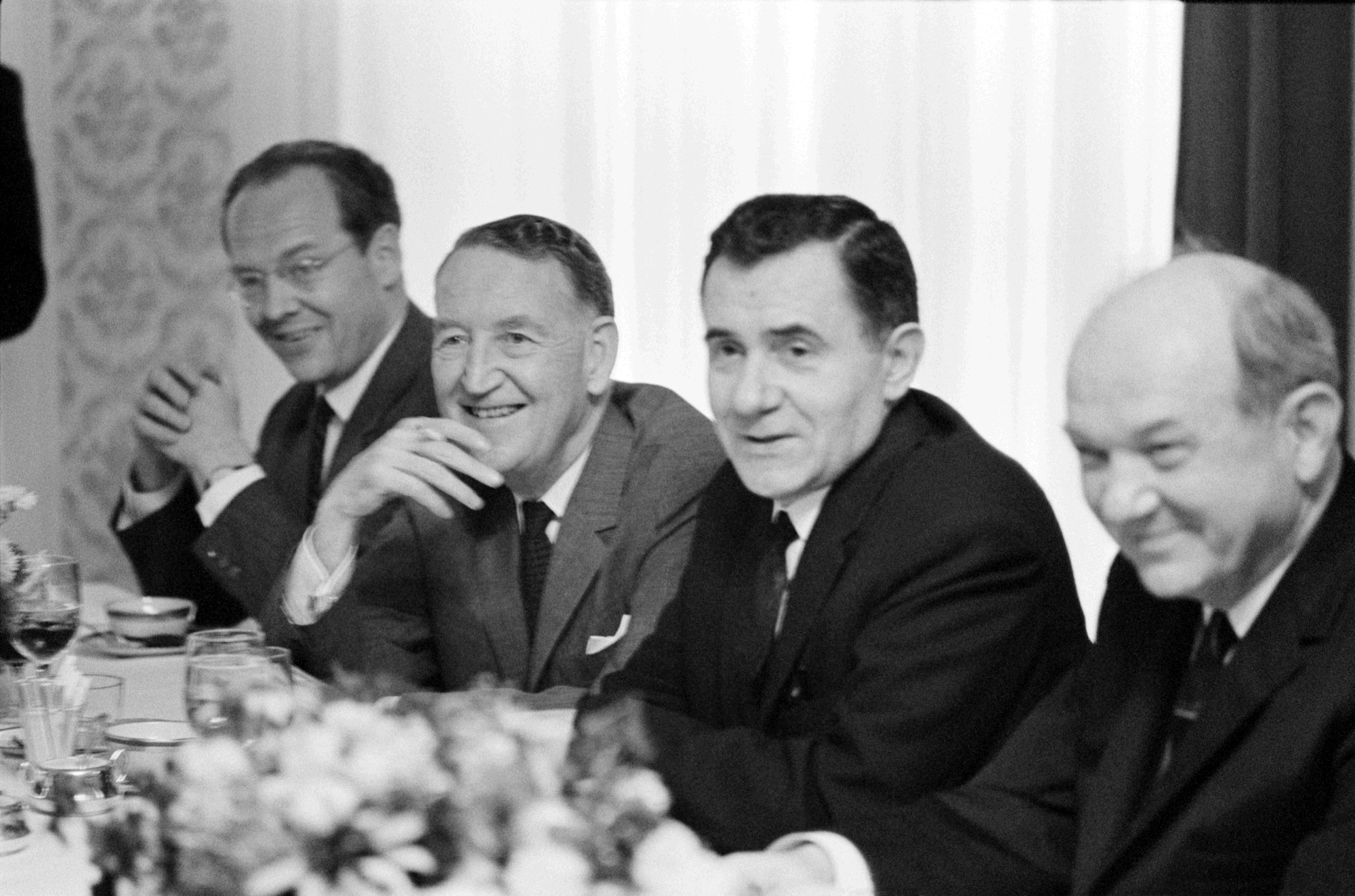
从左到右：卢埃林·汤普森、苏联外交部长安德烈·葛罗米柯和迪安·腊斯克

1969年10月10日，尼克松命令一支由18架B-52战斗机组成的中队，装载核武器，冲向苏联领空边界，以使苏联相信他有能力结束越南战争。
在尼克松任总统期间，美国战争行为的道德性仍然是一个问题。1969年，人们发现排长威廉·卡利中尉在一年前领导了一场对越南平民的大屠杀。1970年，尼克松下令秘密军事入侵柬埔寨，以摧毁与南越接壤的胡志明小道。
1973年，美国从越南撤军，1975年北越占领了西贡（现在的胡志明市），冲突最终结束。战争造成了巨大的人员伤亡（参见越南战争伤亡人数）。其中有195000到43万南越平民死于战争。50000到65000名北越平民在战争中丧生。越南共和国军队在战争中损失了171331至220357人。美国国防部的官方数字是1965年至1974年期间，共有950765名共产党军队在越南阵亡。国防部官员得出结论，这些死亡人数需要减少30%。此外，Guenter Lewy假设，所报告的被打死的“敌人”中有三分之一可能是平民，得出的结论是，共产党军队的实际死亡人数可能接近44.4万人。其中有20万至30万柬埔寨人约35000老挝人和58220名美国军人也在冲突中丧生。

## 尼克松主义

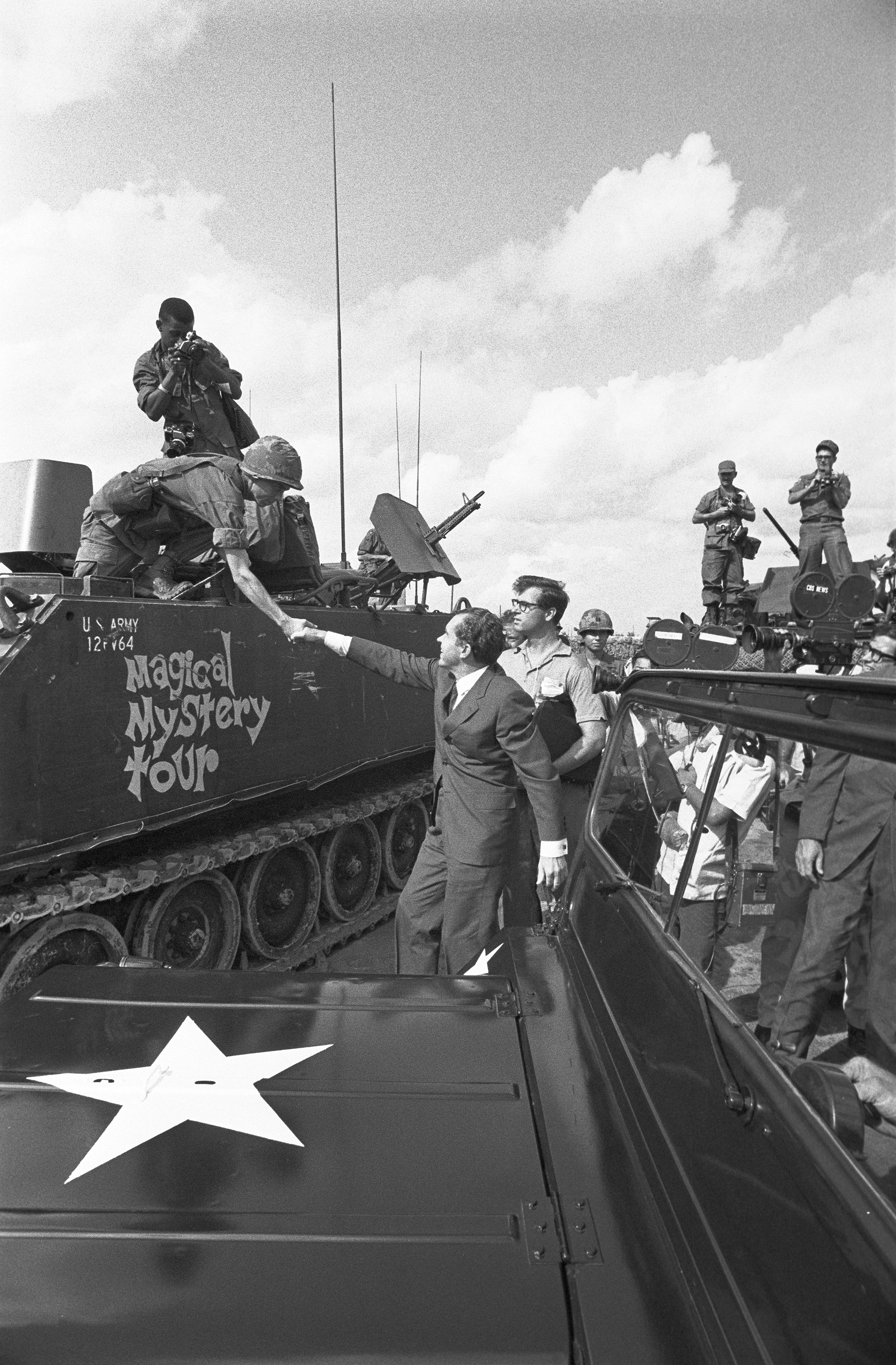
理查德·尼克松总统在越南与美国军队握手（1969年）

在尼克松政府的最后几年里，第三世界仍然是世界上最不稳定和最危险的地区。尼克松·基辛格对第三世界政策的核心是努力维持现状，而不让美国过分卷入争端。1969年和1970年，为了应对越南战争，尼克松总统提出了后来被称为尼克松主义的学说，根据这一原则，美国将“参与盟友和伙伴的防御和发展”，但将这些“友邦”的未来“基本责任”留给各国自己。尼克松主义意味着美国越来越忽视联合国的地位，不发达国家正通过其庞大的席位数量获得影响力，而这些国家大多数是独裁政权。
例如，在20世纪70年代，中央情报局向智利投入了大量资金，帮助支持成立的政府应对马克思主义威胁。当马克思主义总统候选人萨尔瓦多·阿连德通过自由选举上台后，美国开始向反对派提供更多资金，以帮助“颠覆”新政府。1973年，一个美国支持的军政府从阿连德手中夺取了政权。奥古斯托·皮诺切特将军的新的镇压政权得到了美国作为反共盟友的热烈支持，并增加了军事和经济援助。直到1989年，智利才终于重建了民主。

## 中苏交恶
中华人民共和国的大跃进和其他基于农业而不是重工业的政策挑战了苏联式的社会主义以及苏联对社会主义国家影响的的模式。随着苏联“去斯大林化”进程的推进，中国革命创始人毛泽东谴责苏联“修正主义”，而中国人对自己在共产主义世界中一直位居第二也越来越恼火。20世纪60年代，两国开始出现公开分裂；紧张局势导致中苏边境发生了一系列边境冲突。
中苏分裂在东南亚产生了重要影响。尽管在长期战争中得到了中国的大量援助，越南共产党还是与苏联结盟反对中国。红色高棉于1975年控制了柬埔寨，成为世界历史上最残暴的政权之一。新统一的越南和高棉政权从一开始就关系不好，因为红色高棉开始屠杀柬埔寨的越南人，然后向越南发动袭击。红色高棉与中国结盟，但这不足以阻止越南人入侵柬埔寨并在1979年摧毁该政权。虽然无法拯救他们的柬埔寨盟友，但中国人确实对越南人作出了回应，在当年晚些时候，他们进行了惩罚性的远征，入侵了越南北部。经过几个月的激烈战斗和双方人员伤亡，中方宣布行动完成并撤出。
美国在这些事件中只扮演了一个次要角色，因其在越南惨败后不愿介入该地区。而极为明显的共产主义集团解体在中美紧张局势的缓和和东西缓和进程中发挥了重要作用。

## 缓和和阵营的变化

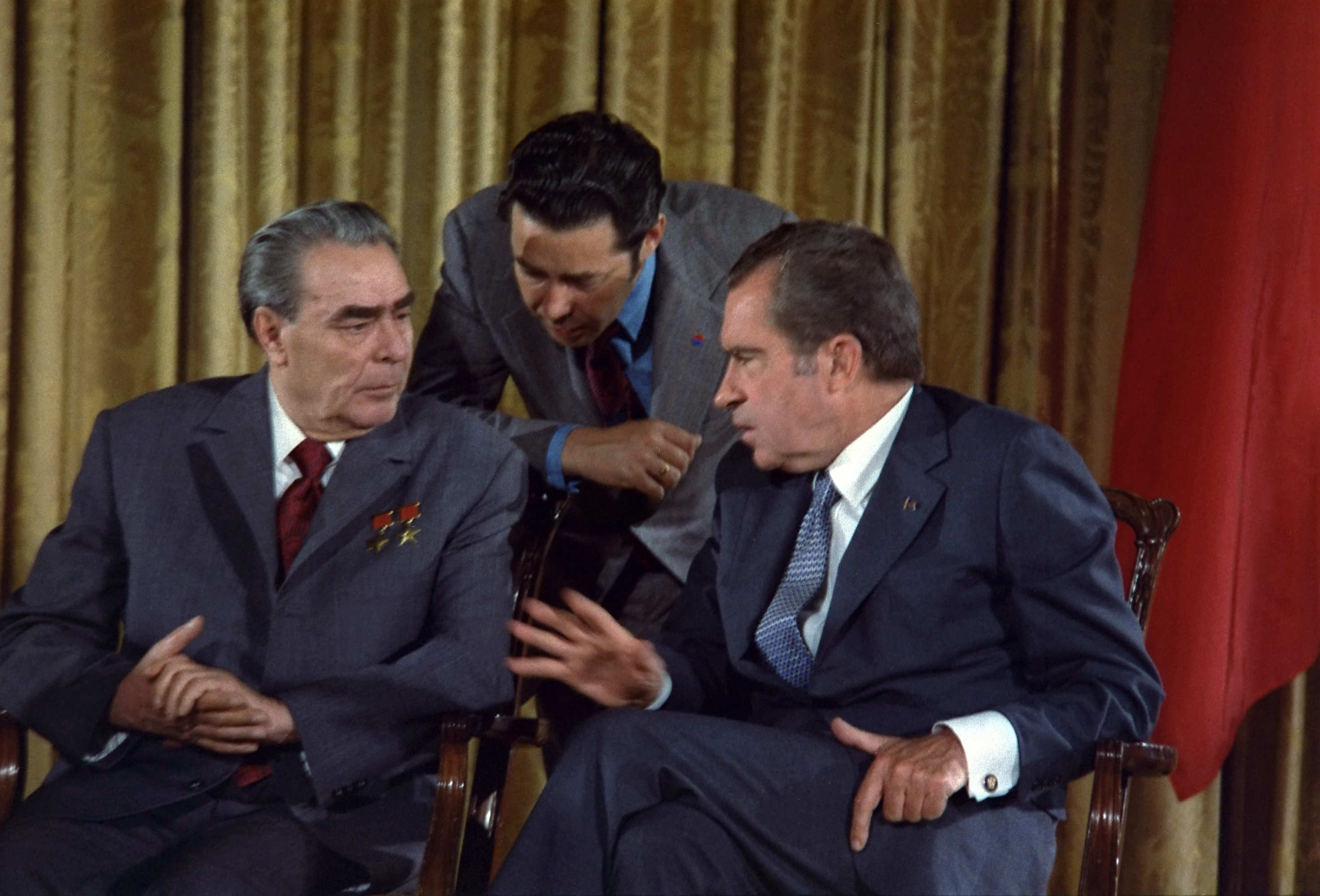
1973年勃列日涅夫访问华盛顿时，勃列日涅夫和尼克松站在白宫阳台上交谈——这是美苏关系缓和的一个高潮。

在20世纪60年代和70年代，冷战参与者努力适应一种新的、更复杂的国际关系模式，在这种模式中，世界不再被划分为两个明显对立的集团。苏联实现了与美国大致相当的核能力。从战后初期开始，西欧和日本迅速从第二次世界大战的破坏中恢复过来，并在20世纪50年代和60年代保持了强劲的经济增长，其人均GDP接近美国，而东欧经济体则停滞不前。中国、日本和西欧，第三世界日益增长的民族主义和共产主义联盟内部日益不团结都预示着一个新的多极国际结构。此外，1973年的世界石油危机使超级大国的经济命运发生了戏剧性的变化。石油价格的快速上涨破坏了美国经济，导致“滞胀”和增长缓慢。
缓和对冷战双方都有战略和经济上的好处，这得益于他们在努力遏制核武器进一步扩散方面的共同利益。尼克松总统和苏联领导人勃列日涅夫签署了限制战略武器发展的第一阶段限制战略武器条约。军备控制使这两个超级大国得以减缓其臃肿的国防预算的螺旋式增长。与此同时，分裂的欧洲开始寻求更密切的关系。德国总理威利·勃兰特的东方政策导致了对东德的承认。

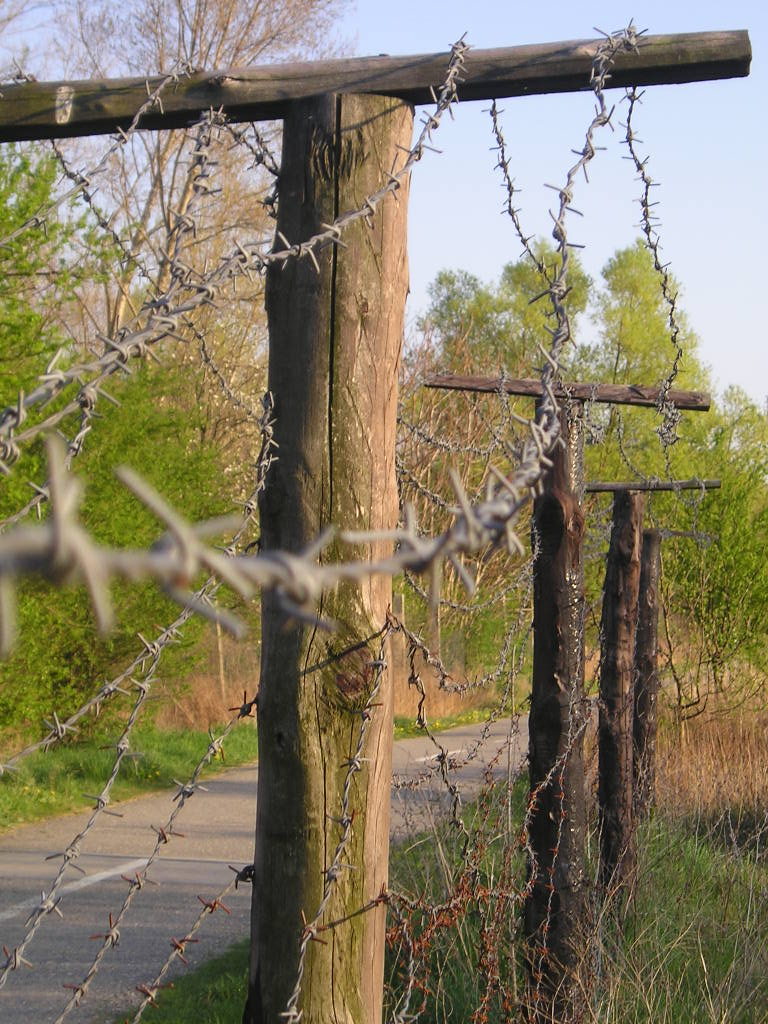
布拉迪斯拉发（斯洛伐克）“铁幕”遗址（2007年）。

关于赫尔辛基协定的合作导致了几项关于政治、经济和人权的协定。制定了一系列军备控制协定，如第一阶段限制战略武器条约和《反弹道导弹条约》，以限制战略武器的发展，减缓军备竞赛。中国和美国之间也恢复了友好关系。中华人民共和国加入联合国，开始了贸易和文化联系，最显著的是1972年尼克松开创性的中国之行。
与此同时，苏联与非共产主义世界的几个国家，特别是第三世界和不结盟运动国家缔结了友好合作条约。
然而在此期间，竞争仍在继续，尤其是在中东和非洲南部和东部。两国继续在资源丰富的第三世界争夺影响力。对美国支持印度尼西亚苏哈托政权、智利奥古斯托·皮诺切特政权和扎伊尔蒙博托·塞塞·塞科政权的批评也越来越多。
越南战争和水门事件摧毁了人们对尼克松总统的信心。国际上的挫折感，包括1975年南越沦陷、1979-1981年伊朗人质危机、苏联入侵阿富汗、国际恐怖主义的增长以及军备竞赛的加速，引起了人们对该国外交政策的担忧。被嘲笑为“滞胀”的能源危机、失业和通货膨胀对美国繁荣的未来提出了根本性的问题。
与此同时，石油资源丰富的苏联从中受益匪浅，石油财富的涌入掩盖了苏联经济的许多系统性缺陷。与此同时，整个东方集团继续经历大规模停滞，其中包括消费品短缺、发展停滞以及大量住房数量和质量低下。

## 文化与媒体
20世纪60年代和70年代，流行文化中对冷战主题的关注仍在继续。这一时期最著名的电影之一是1964年的黑色喜剧《奇爱博士：我如何学会停止恐惧并爱上炸弹》，由斯坦利·库布里克导演，彼得·塞勒斯主演。在影片中，一位疯狂的美国将军推翻了总统的职权，下令对苏联进行核空袭。这部电影大受欢迎，至今仍是经典之作。
与此同时，在英国，由彼得·沃特金斯撰写、导演和制作的英国广播公司电视电影《战争游戏》是一部具有黑暗性质的冷战影片。这部电影描述了苏联核攻击对英国的影响，在英国广播公司和政府内部引起了恐慌。它原计划于1966年8月6日（广岛袭击周年）播出，但直到1985年才开始播送。
在2011年的超级英雄电影《X战警：第一战》中，冷战被描绘成由一群自称地狱火俱乐部的变种人控制。
1976年夏天，一种神秘而似乎非常强大的信号开始渗透到全球的无线电接收机中。当听到它时，它有一种标志性的“敲击”声，因为这种强烈信号的起源是在苏联的某个地方，所以这种信号被称为俄罗斯啄木鸟。许多业余无线电听众认为这是苏联超视距雷达的一部分，但苏联人否认他们与这种信号有任何关系。1976年至1989年期间，该信号会在许多场合出现和消失，在短波无线电波段最为突出。直到冷战结束，俄罗斯人才承认这些雷达信号确实是Duga远程警戒雷达的雷达信号，是一种先进的超视距雷达系统。
2004年的电子游戏《合金装备3 食蛇者》以1964年的冷战为背景，主要涉及核威慑、秘密行动等主题。
2010年的视频游戏《使命召唤：黑色行动》是以冷战为背景制作的。

## 重要文件与协定
- 部分禁止核试验条约：1963年，也是肯尼迪提出的。其禁止在大气层、水下和太空进行核试验。然而，法国和中国（都是核武器国家）都没有签署。
- 不扩散核武器条约：1968年，将美国、苏联、英国、法国和中国确立为五个“核武器国家”。禁止无核武器国家（除其他外）拥有、制造或获取核武器或其他核爆炸装置。所有187个签署国都致力于（最终）核裁军的目标。
- 反弹道导弹条约：1972年，美国和苏联签订协议，限制用于防御导弹运载核武器地区的反弹道导弹（ABM）系统。2002年美国退出。
- 限制战略武器条约第一阶段和第二阶段：1972年和1979年。限制了美国和苏联导弹库的扩充。
- 防止核战争协定（英语：Prevention of Nuclear War Agreement）：1973年。承诺美国和苏联在核对抗条件下相互协商。

## 脚注
1. ↑  美国伤亡人数分别为58220人和303644人，数据来源于国防部统计信息分析司、国防人力数据中心以及2010年5月的退伍军人事务部概况[36]2010年2月26日，国会研究服务局为国会提交的报告《美国战争和军事行动伤亡：名单和统计数字》，[37]还有《坩埚越南：一名步兵中尉的回忆录》。[38]其他一些来源给出了不同的数字（例如，本文其他地方引用的2005到2006年的纪录片《黑暗之心：1945-1975年越南战争纪事》给出了58159名美国人死亡的数字，[39]2007年出版的《越南之子》一书给出的数字是58226）[40]

## 引文
1. 1 2  Campbell, Kurt. . Basingstoke: Palgrave-Macmillan. 1986: 129–131. ISBN 978-1349081677.
2. 1 2  Sellström, Tor. . Uppsala: Nordic Africa Institute. 2002: 30–32  [2021-12-16]. ISBN 978-91-7106-448-6. （原始内容存档于2023-02-27）.
3. 1 2  Friedman, Jeremy. . Chapel Hill: University of North Carolina Press. 2015: 5, 149–157. ISBN 978-1-4696-2376-4.
4. ↑  Berridge, G.R. . Basingstoke: Palgrave Books. 1992: 1–16, 163–164. ISBN 978-0333563519.
5. 1 2 3 4  Percox, David. . London: Taurus Academic Studies. 2004: 31–32, 160, 185. ISBN 978-1848859661.
6. ↑  Derluguian, Georgi. Morier-Genoud, Eric , 编. . Leiden: Koninklijke Brill NV. 1997: 81–95. ISBN 978-9004222618.
7. 1 2  Dowden, Richard. . Portobello Books. 2010: 134–138. ISBN 978-1-58648-753-9.
8. ↑  . countrystudies.us.   [2025-07-02].
9. ↑  . The Economist.   [2025-07-02]. ISSN 0013-0613.
10. ↑  . Yle Uutiset. 2017-07-02  [2025-07-02] （芬兰语）.
11. ↑  . message.worldbank.org.   [2025-07-02].
12. ↑  . Photius Coutsoukis.   [2008-01-20]. （原始内容存档于2009-01-16）.
13. ↑  Williams 1997，第5頁
14. ↑  Ello (ed.), Paul (April 1968). Control Committee of the Communist Party of Czechoslovakia, "Action Plan of the  (Prague, April 1968)" in Dubcek's Blueprint for Freedom: His original documents leading to the invasion of Czechoslovakia. William Kimber & Co. 1968, pp 32, 54
15. ↑  Von Geldern, James; Siegelbaum, Lewis. . Soviethistory.org.   [2008-03-07]. （原始内容存档于2009-08-17）.
16. ↑  . The Prague Spring '68. The Prague Spring Foundation. 1998  [2008-01-23]. （原始内容存档于2008-01-17）.
17. ↑  Navrátil 2006，第36 & 172–181頁
18. ↑  Navrátil 2006，第326–329頁
19. ↑  Ouimet, Matthew. . University of North Carolina Press, Chapel Hill and London. 2003: 34–35.
20. ↑  . Military. GlobalSecurity.org. 2005-04-27  [2007-01-19]. （原始内容存档于2007-01-11）.
21. ↑  Grenville 2005，第780頁
22. ↑  Chafetz, Glenn. . Praeger Publishers. 1993-04-30: 10. ISBN 0-275-94484-0.
23. ↑  Čulík, Jan. . Britské Listy.   [2008-01-23]. （原始内容存档于2007-09-28）.
24. ↑  Williams 1997，第xi頁
25. ↑  Goertz 1995，第154–157頁
26. ↑  Williams 1997，第164頁
27. ↑  Qiang Zhai, China and the Vietnam Wars, 1950–1975 (University of North Carolina Press, 2000), p135; Gen. Oleg Sarin and Col. Lev Dvoretsky, Alien Wars: The Soviet Union's Aggressions Against the World, 1919 to 1989 (Presidio Press, 1996), pp93-4.
28. 1 2 3 4  Lewy, Guenter (1978). America in Vietnam. New York: Oxford University Press. Appendix 1, pp.450–453
29. ↑  Thayer, Thomas C (1985). War Without Fronts: The American Experience in Vietnam. Boulder: Westview Press. Ch. 12.
30. ↑  Wiesner, Louis A. (1988). Victims and Survivors Displaced Persons and Other War Victims in Viet-Nam. New York: Greenwood Press. p.310
31. ↑  Thayer, Thomas C (1985). War Without Fronts: The American Experience in Vietnam. Boulder: Westview Press. p.106.
32. ↑  Marek Sliwinski, Le Génocide Khmer Rouge: Une Analyse Démographique (L'Harmattan, 1995)
33. ↑  Heuveline, Patrick (2001). "The Demographic Analysis of Mortality in Cambodia." In Forced Migration and Mortality, eds. Holly E. Reed and Charles B. Keely. Washington, D.C.: National Academy Press.
34. ↑  Banister, Judith, and Paige Johnson (1993). "After the Nightmare: The Population of Cambodia." In Genocide and Democracy in Cambodia: The Khmer Rouge, the United Nations and the International Community, ed. Ben Kiernan. New Haven, Conn.: Yale University Southeast Asia Studies.
35. ↑  T. Lomperis, From People's War to People's Rule, (1996), estimates 35,000 total.
36. ↑   (PDF) (报告). Department of Veterans Affairs. 26 February 2010  [May 2010]. （原始内容 (PDF)存档于24 January 2014）.
37. ↑  Anne Leland; Mari–Jana "M-J" Oboroceanu.  (PDF) (报告). Congressional Research Service. 26 February 2010  [2021-12-16]. （原始内容存档 (PDF)于2005-08-25）.
38. ↑  Lawrence 2009，第65, 107, 154, 217頁
39. ↑  Aaron Ulrich (editor); Edward FeuerHerd (producer and director).  (Documentary; box set, Color, Dolby, DVD-Video, full-screen, NTSC, Vision Software). Koch Vision.  事件发生在 321 minutes. 2005–2006. ISBN 1-4172-2920-9.
40. ↑  Kueter, Dale.  Vietnam Sons:  For Some, the War Never Ended.  AuthorHouse (March 21, 2007).   ISBN 978-1425969318
41. 1 2 3  Hardt & Kaufman 1995，第16頁
42. 1 2  Maddison 2006，第185頁
43. ↑  Frucht 2003，第382頁
44. ↑  Sillince 1990，第1–40頁